# Richard Overton
Richard Overton (geboren vor 1963) ist ein US-amerikanischer Tontechniker.

## Leben
Overton begann seine Karriere 1963 als Tonassistent bei dem B-Movie-Horrorfilm Black Zoo von Robert Gordon. Seine erste Arbeit aus Tontechniker war der John-Wayne-Western Die Unbesiegten aus dem Jahr 1969. Er war in der Folge an zahlreichen großen Hollywoodproduktionen beteiligt. Zwischen 1989 und 1991 war er drei Mal in Folge für den Oscar in der Kategorie Bester Ton nominiert: 1989 für Stirb Langsam, 1990 für Abyss – Abgrund des Todes und 1991 für Jagd auf Roter Oktober. Er konnte jedoch keinen der Preise gewinnen. Nur gelegentlich war Overton für das Fernsehen tätig; gleich für seinen ersten Fernsehfilm, Fireball Forward, wurde er 1972 mit dem Primetime Emmy ausgezeichnet. 1992 zog sich Overton aus dem Filmgeschäft zurück, kehrte jedoch 2016 für den Dokumentarfilm Building the World’s Most Luxurious Cruise Ship noch einmal zurück.

## Filmografie (Auswahl)
- 1969: Die Unbesiegten (The Undefeated)
- 1970: Blumen ohne Duft (Beyond the Valley of the Dolls)
- 1978: The Boys from Brazil
- 1983: Ein Richter sieht rot (The Star Chamber)
- 1985: Cocoon
- 1986: Big Trouble in Little China
- 1986: Highlander – Es kann nur einen geben  (Highlander)
- 1987: Predator
- 1988: Stirb langsam (Die Hard)
- 1989: Abyss – Abgrund des Todes (The Abyss)
- 1990: Jagd auf Roter Oktober (The Hunt for Red October)
- 1990: Predator 2
- 1990: Stirb Langsam 2 (Die Hard 2: Die Harder)
- 1992: Alien 3 (Alien³)

## Auszeichnungen (Auswahl)
- 1989: Oscar-Nominierung in der Kategorie Bester Ton für Stirb Langsam
- 1990: Oscar-Nominierung in der Kategorie Bester Ton für Abyss – Abgrund des Todes
- 1991: Oscar-Nominierung in der Kategorie Bester Ton für Jagd auf Roter Oktober